# 布里金齊 (博布羅維齊亞區)
50°36′25″N 31°31′26″E / 50.60694°N 31.52389°E
布里金齊（烏克蘭語：Бригинці）是位於烏克蘭北部切爾尼戈夫州裏尼任區的村莊，始建於1533年，面積1.66平方公里，2006年人口326，人口密度每平方公里196.98人。